# Kreis Sonneberg
De Kreis Sonneberg was een kreis in het zuidwesten van de Duitse Democratische Republiek. De kreis bestond tussen 1952 en 1994 en maakte deel uit van de Bezirk Suhl en aansluitend van het land Thüringen na de Duitse hereniging. Kreisstadt was Sonneberg.

## Geschiedenis
Op 25 juli 1952 vond er in de DDR een omvangrijke herindeling plaats, waarbij onder andere de deelstaten werden opgeheven en nieuwe Bezirke werden gevormd. De Kreis Sonneberg ontstond bij deze herindeling uit een groot deel van de oude Landkreis Sonneberg, en behoorde tot de Bezirk Suhl. Het kleinere overgebleven deel werd onderdeel van de Kreis Neuhaus am Rennweg. Op 17 mei 1990 werd de kreis in Landkreis Sonneberg hernoemd. Bij de Duitse hereniging later dat jaar werd de landkreis onderdeel van het nieuw gevormde Land Thüringen. Vier jaar later, op 1 juli 1994, vond er een herindeling in Thüringen plaats, waarbij de Landkreis werd samengevoegd met een groot deel van de Landkreis Neuhaus am Rennweg en verderging als Landkreis Sonneberg.